# Autoblinda 43
Аутоблинда 43 (итал. Autoblinda 43), AB 43 — итальянский бронеавтомобиль периода Второй мировой войны.

## История
Был разработан в 1943 году как улучшенная версия бронеавтомобиля Autoblinda 41, получив улучшенные корпус и башню и более мощное вооружение. После капитуляции Италии в сентябре 1943 года, серийное производство AB 43 под обозначением Pz.Sp.Wg. AB43 203(i) продолжалось по германскому заказу. В 1944 году выпустили 67 машин этого типа и ещё 12 в 1945. Подавляющее большинство из них поступило на вооружение дислоцированных в Италии германских войск, использовавших их вплоть до конца войны, часть была также передана сохранившим верность Муссолини итальянским войскам.

## Описание
С технической точки зрения Autoblinda 43 представляла собой полноприводное бронированное шасси 4×4 с индивидуальной подвеской каждого управляемого колеса. Двигатель располагался в задней части машины, которая имела два поста управления и двух водителей, что позволяло быстро сменить направление движения, не тратя времени на разворот. Помимо 47-мм орудия 47/32 Mod. 1935 и спаренного с ней 8-мм пулемёта Breda Mod. 38, ещё один такой пулемёт монтировался в корпусе сзади для обстрела кормового сектора.
Двигатель от AB 43 типа ABW3 мощностью в 108 л.с. был взят от последних серийных Autoblinda 41. Этот переходный вариант получил обозначение Autoblinda 41/43.

## Страны-эксплуатанты
- Италия
- Нацистская Германия — использовались под наименованием PzSpWg AB43 203(i)